# Mahmud ibn Shah Walad
Mahmud ibn Shah Walad (+1415) fou un príncep i sultà jalayírida, fill de Shah Walad i net d'Ali ibn Uways.
Assassimat el seu pare Shah Walad (1411) per instigació de la seva esposa i mare de Mahmud, Tandura Khatun, el jove Mahmud, que tenia uns 10 anys, fou proclamat com a sultà sota la regència materna per un període de cinc anys després dels quals començaria a governar per si mateix. No es tenen detalls del seu govern però probablement a l'estiu del 1412 va haver de fugir al sud junt amb la seva mare i germans, davant l'arribada dels kara koyunlu, passant a residir a Shushtar, conservant el govern del Baix Iraq, però perdent definitivament la resta de l'Iraq amb Bagdad.
Quan s'acostava el moment de agafar el poder fou assassinat per instigació de la seva mare Tandura que va posar al tron al seu segon fill Uways II, probablement en les mateixes condicions. Tandura no obstant va morir poc temps després suposadament de mort natural.